# Doppelzahnspanner

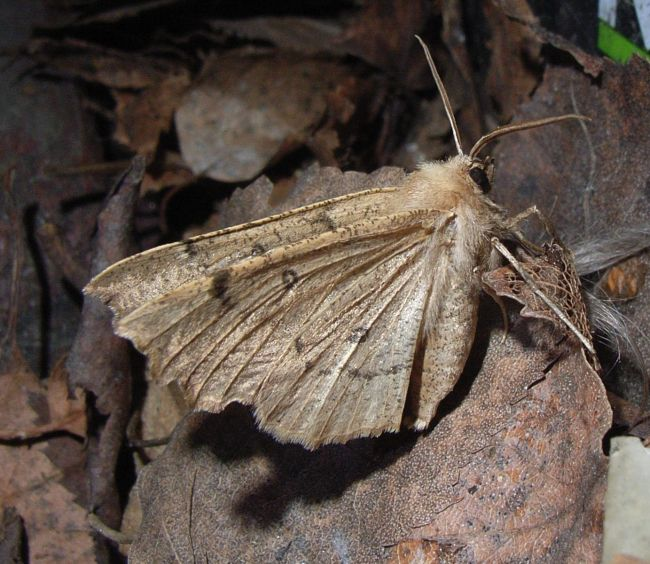
Flügelunterseite

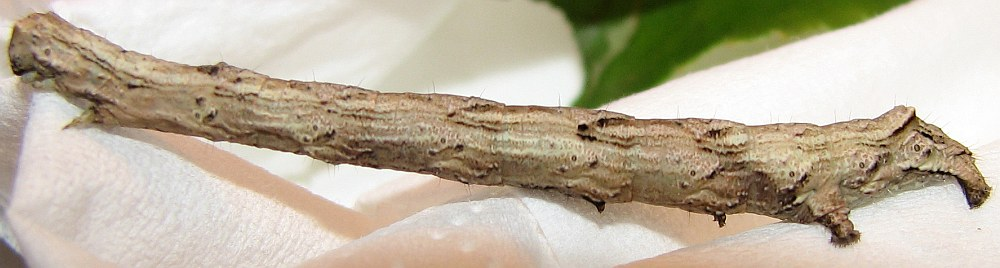
Raupe

Der Doppelzahnspanner (Odontopera bidentata), auch Zahnrandspanner genannt, ist ein Schmetterling (Nachtfalter) aus der Familie der Spanner (Geometridae).

## Merkmale

### Falter
Die Falter erreichen eine Flügelspannweite von 33 bis 45 Millimetern. Die Vorderflügel sind in der Regel graubraun. Das gleichfarbige Mittelfeld wird von schwärzlichen Querlinien begrenzt, die oftmals weiß angelegt sind. Am Saum unterhalb des Apex sind zwei für die Falter charakteristische, vorspringende Zähne zu erkennen. Auch der wissenschaftliche Name der Art ist von diesem Merkmal aus der lateinischen Sprache abgeleitet: bis = „zweimal“ und dentatus = „gezähnt“. Die äußere dunkle Querlinie der Vorderflügel setzt sich auf den Hinterflügeln fort. Sämtliche Flügel zeigen je einen ringförmigen dunklen Fleck, der auch auf den Flügelunterseiten zu sehen ist. Der Thorax ist stark behaart.

### Raupe
Erwachsene Raupen haben eine bräunliche Färbung. Es können aber auch andere Farbvarianten auftreten. Charakteristisch sind zwei kleine Höcker auf dem vorletzten Segment sowie zwei dunkle, kapselartige Vorsprünge am Kopf.

## Geographische Verbreitung und Lebensraum
Der Doppelzahnspanner kommt in seiner Nominatform nahezu in ganz Europa bis zum Ural vor. Außerdem ist er über Sibirien und das Amur-Ussuri-Gebiet bis zu den Kurilen und nach Japan verbreitet. Er besiedelt bevorzugt Laub-, Misch-, Bruch- und Moorwälder sowie Parklandschaften.

## Lebensweise
Die in einer Generation erscheinenden Falter sind nachtaktiv. Die Hauptflugzeit fällt in die Monate Mai und Juni. Sie besuchen gerne künstliche Lichtquellen. Die Raupen leben von Juni bis September polyphag an den Blättern einer Vielzahl von Pflanzen, beispielsweise an Schlehdorn (Prunus spinosa), Eberesche (Sorbus aucuparia) und Gemeiner Fichte (Picea abies) sowie an Eichen- (Quercus),  Birken- (Betula), Pappel- (Populus), Erlen- (Alnus), Weiden- (Salix) oder Heckenkirschenarten (Lonicera). Die Art überwintert als Puppe.

## Gefährdung
Der Doppelzahnspanner kommt in allen deutschen Bundesländern vor und wird als nicht gefährdet eingestuft.

## Unterarten
Folgende Unterarten sind bekannt:
- Odontopera bidentata bidentata (Clerck, 1759), in Europa
- Odontopera bidentata exsul Tschetverikov, 1904, in Ostasien
- Odontopera bidentata kurilana Bryk, 1942, auf den Kurilen